# Love me
「Love me」（ラヴ・ミー）は、KEYTALKの楽曲で、メジャー9枚目（通算12枚目）のシングル。2016年11月23日にGetting Betterから発売された。

## 解説
完全限定生産盤と通常盤の2形態で発売され、完全限定生産盤は2ndシングル「パラレル」以来の「KEYTALK TV外伝」と称し、結成当初活動拠点の一つであった埼玉県川越市を散策された映像が収録されたDVDと、オリジナルピンバッジやオリジナルステッカーを付属した特殊パッケージ仕様で販売された。発売当初はノンタイアップだったが、後にJRゲートタワーのグランドオープンを告知するCMソングに起用された。
シングルの発売を記念して、シングルのアートワークにちなんだピザをフィーチャーした「KEYTALK秋のピザまつり」と銘打たれたコラボレーションカフェも、東名阪3カ所で2016年11月19日から26日の期間限定でオープンした。

## 収録曲
CD
1. Love me
  - 作詞・作曲：首藤義勝
2. SAMURAI REVOLUTION
  - 作詞：寺中友将・八木優樹、作曲：寺中友将
3. 金木犀
  - 作詞・作曲：小野武正

DVD（完全限定生産盤のみ）
- KEYTALK TV外伝「KEYTALKのブラブラしとーく!?〜小江戸川越編〜」